# Les Comédiens (roman)
Pour les articles homonymes, voir Les Comédiens.
Les Comédiens (The Comedians) est un roman de Graham Greene paru en 1965. Se déroulant en Haïti sous le règne de François Duvalier, dit « Papa Doc » et de sa milice, les tontons macoutes, le roman explore la répression politique et le terrorisme à travers la figure d'un hôtelier anglais, M. Brown.
Le roman a été adapté au cinéma en 1967, mettant en vedette Richard Burton, Elizabeth Taylor, Alec Guinness, Peter Ustinov et James Earl Jones.

## Synopsis
Brown, propriétaire d'un hôtel jadis fréquenté par les expatriés souhaite le faire revivre et surtout renouer avec sa maîtresse Martha Pineda, l'épouse allemande d'un ambassadeur uruguayen. Sur le Mèdea, un navire néerlandais desservant la capitale Port-au-Prince, il rencontre Mr. Smith, un ancien candidat à l'élection présidentielle américaine de 1948, qui avec sa femme veut créer un centre végétarien sur l'île, afin de lutter à sa manière contre la violence endémique, ainsi que le Major Jones, un homme d'affaires anglo-indien vétéran de la Campagne de Birmanie. Mais lorsque Brown retourne à son hôtel, il découvre le corps du ministre Philipot dans la piscine.

## Adaptations
- 1967 : Les Comédiens, film de Peter Glenville